# Anne Louise Hassing
Anne Louise Hassing (Horsens, 17 de setembro de 1967) é uma atriz dinamarquesa mais conhecida por seus papéis nos filmes Kærlighedens smerte (1992), Idioterne (1998) e The Hunt (2012).

## Prêmios e indicações
Hassing ganhou um Prêmio Bodil de Melhor Atriz Coadjuvante por seu papel no filme Idioterne (1998).

## Filmografia
- Kapgang (2014)
- The Hunt (2012)
- Goltzius and the Pelican Company (2011)
- A Family (2010)
- Krøniken (Título em inglês: Better Times) (22 episódios, 2004–2007)
- Far til fire  (Inglês: Father of Four) (2006)
- Seks lag af depression (2005)
- Skjulte spor (1 episode, 2003)
- Zahle's Top 10 (2 episodes, 2003)
- De Pokkers Forældre (2003)
- The Cowboy Loses His Boots (2003)
- Bånd på Livet (2000)
- Juliane (2000)
- Afsporet (2000)
- Klinkevals (1999)
- Jobbet och Jeg (1998)
- Strisser på Samsø (1998)
- Idioterne (Inglês: The Idiots) (1998)
- Jacobs Liste (1997)
- Kærlighedens smerte (Inglês: Pain of Love) (1992)